# 烟墩山墓地
烟墩山墓地，位于江苏省镇江市镇江新区，是中华人民共和国全国重点文物保护单位之一。
2006年6月5日，公布为江苏省文物保护单位，2013年5月公布为全国重点文物保护单位，是一座古墓葬。